# Centrale d'Yingkou
La centrale d'Yingkou est une centrale thermique alimentée au charbon située sur la côte de la mer de Bohai dans le Liaoning en Chine.